# Nocticola simoni
Nocticola simoni (лат.) — вид насекомых из семейства Nocticolidae отряда таракановых. Они являются одними из самых мелких прямокрылых, самец едва достигает 1/8 дюйма (3,2 мм) в длину. Глаза личинок состоят из трёх фасеток каждый, у взрослых число фасеток несколько больше. У самок полностью отсутствуют надкрылья, но их рудименты есть у самцов. Церки своеобразного строения, а шипы на ногах более похожи на волоски, чем у других таракановых. Самцы мельче самок. Это пещерные тараканы, обитающие на Филиппинах.